# Turn Off the Light (mixtape)
Turn Off the Light è il secondo mixtape della cantante tedesca Kim Petras, pubblicato nel 2019 dalla BunHead a tema Halloween.
Inizialmente Petras aveva annunciato che l'album avrebbe dovuto essere la seconda parte dell'EP Turn Off the Light Vol. 1 pubblicato nel 2018, ma poco prima del rilascio decise di unire le tracce di entrambi gli EP creando un album in studio completo.
Il 23 ottobre 2020 è stata aggiunta all'album la traccia Party Till I Die, annunciando che il terzo e ultimo volume della saga uscirà nel 2021.

## Promozione
Per questo album non è stato rilasciato alcun singolo.

## Tracce
1. Purgatory – 2:08
2. There Will Be Blood – 3:18 (testo: Kim Petras, Vaughn Oliver, Aaron Jospeh, Lukasz Gottwald, Theron Thomas, Jesse Saint John)
3. Bloody Valentine – 2:41
4. Wrong Turn – 3:20 (testo: Aaron Joseph,Kim Petras,Lukasz Gottwald, Theron Thomas, Vaughn Oliver, Jesse Saint John)
5. Demons – 1:57
6. Massacre – 3:26 (testo: Aaron Jospeh, Kim Petras, Lukasz Gottwald, Theron Thomas, Jesse Saint John)
7. Knives – 2:20
8. Death by Sex – 3:22 (testo: Aaron Jospeh, Brandon Hamlin, Kim Petras, Lil Aron, Lukasz Gottwald)
9. Omen – 1:39
10. Close Your Eyes – 3:55 (testo: Aaron Jospeh, Kim Petras, Lukasz Gottwald,Sarah Hudson, Jesse Saint John)
11. Transylvania – 2:59
12. Turn Off the Light (feat. Elvira, Mistress of the Dark) – 3:12 (testo: Aaron Jospeh, Kim Petras, Lukasz Gottwald, Sarah Hudson, Jesse Saint John)
13. Tell Me It's a Nightmare – 4:08 (testo: Aaron Jospeh, Kim Petras, Lukasz Gottwald, Sarah Hudson, Jesse Saint John)
14. I Don't Wanna Die – 2:07 (testo: Aaron Jospeh, Kim Petras, Lukasz Gottwald, Vaughn Oliver)
15. In the Next Life – 3:44 (testo: Aaron Jospeh, Kim Petras, Lukasz Gottwald, Sarah Hudson, Jesse Saint John)
16. Boo! Bitch (Explicit Contents) – 1:21 (testo: Aaron Jospeh, Kim Petras, Lukasz Gottwald, Vaughn Oliver)
17. Everybody Dies – 3:24 (testo: Aaron Jospeh, Kim Petras, Lukasz Gottwald, Theron Thomas, Jesse Saint John)
18. Party Till I Die – 3:34